# Gerson Tinoco
Gerson Betuel Tinoco Carbajal (Siguatepeque, Comayagua, Honduras, 2 de noviembre de 1988) es un futbolista hondureño nacionalizado guatemalteco. Juega de delantero y su equipo actual es el Xelajú MC de la Liga Nacional de Guatemala.

## Trayectoria
Es el goleador histórico del Cobán Imperial, siendo considerado uno de los máximos ídolos de la historia del equipo guatemalteco. Previamente jugó en equipos de la Liga de Ascenso de Honduras y de Liga de Ascenso de El Salvador. En Guatemala ha defendido los colores de Cobán Imperial, Deportivo Coatepeque,  CSD Municipal  y Deportivo Petapa entre otros . Actualmente en 2023 bajo pedido del técnico Amarini Villatoro, Tinoco forma parte para el Xelajú MC.

## Selección nacional
Debido a la nula oportunidad con la Selección de fútbol de Honduras, Tinoco ha expresado su deseo de jugar con la Selección de Guatemala, pues su esposa es guatemalteca. Debutó el 9 de octubre de 2015 en el empate de 1-1 frente a Honduras; Tinoco anotaría el gol del empate.

### Goles internacionales
| # | Fecha                   | Lugar                                                       | Rival                        | Goles | Resultado | Competición                          |
| - | ----------------------- | ----------------------------------------------------------- | ---------------------------- | ----- | --------- | ------------------------------------ |
| 1 | 8 de octubre de 2015    | Estadio Tiburcio Carías Andino, Tegucigalpa, Honduras       | Honduras                     | 1—1   | 1—1       | Amistoso                             |
| 2 | 17 de noviembre de 2015 | Estadio Arnos Vale, Kingstown, San Vicente y las Granadinas | San Vicente y las Granadinas | 4—0   | 4—0       | Eliminatorias de Concacaf Rusia 2018 |
| 3 | 10 de febrero de 2016   | Estadio Mateo Flores, Ciudad de Guatemala, Guatemala        | Honduras                     | 1—1   | 3—1       | Amistoso                             |
| 4 | 1 de junio de 2016      | Lockhart Stadium, Fort Lauderdale, Estados Unidos           | Venezuela                    | 1—0   | 1—1       | Amistoso                             |
| 5 | 6 de septiembre de 2016 | Estadio Mateo Flores, Ciudad de Guatemala, Guatemala        | San Vicente y las Granadinas | 1—1   | 9—3       | Eliminatorias de Concacaf Rusia 2018 |

## Clubes
| Club                   | País        | Año         |
| ---------------------- | ----------- | ----------- |
| Atlético Independiente | Honduras    | 2007 - 2008 |
| El Roble de Ilobasco   | El Salvador | 2009        |
| Atlético Independiente | Honduras    | 2010        |
| Parrillas One          | Honduras    | 2011        |
| Cobán Imperial         | Guatemala   | 2011 - 2013 |
| Deportivo Coatepeque   | Guatemala   | 2013        |
| Cobán Imperial         | Guatemala   | 2014 - 2016 |
| Comunicaciones         | Guatemala   | 2016        |
| Suchitepéquez          | Guatemala   | 2017        |
| Juticalpa              | Honduras    | 2017        |
| Deportivo Petapa       | Guatemala   | 2018        |
| CSD Municipal          | Guatemala   | 2018        |
| Cobán Imperial         | Guatemala   | 2019 - 2020 |
| Quiché FC              | Guatemala   | 2021 - 2022 |
| Deportivo Xinabajul    | Guatemala   | 2022 - 2023 |
| Xelajú MC              | Guatemala   | 2023 - 2024 |
| Deportivo Zacapa       | Guatemala   | 2024 - 2025 |
| Juticalpa FC           | Honduras    | 2025 - Act. |

## Palmarés

### Campeonatos nacionales
| Título              | Club                 | País        | Año  |
| ------------------- | -------------------- | ----------- | ---- |
| Clausura de Ascenso | El Roble de Ilobasco | El Salvador | 2009 |
| Clausura de Ascenso | Cobán Imperial       | Guatemala   | 2015 |
| Copa Guatemala      | Cobán Imperial       | Guatemala   | 2019 |